# Ahat
Ahat ist die altägyptische Bezeichnung für die Mittagsstunde, im Alten Ägypten sechste Tagesstunde genannt. Ahay ist Ausdruck für den höchsten Sonnenstand des altägyptischen Tages. 
Aha fand in der altägyptischen Astronomie Anwendung und bezog sich auf die Kulmination eines Dekansterns. Es gab die drei Kulminationsmodelle sechste und zwölfte Tagesstunde sowie zwölfte Nachtstunde.  